# X amore
X amore è il ventinovesimo album del cantante Natale Galletta pubblicato nel 2004. In questo album duetta con Emiliana Cantone nel brano "Nun t'annammurà".

## Tracce
1. Scinne
2. Pupatella 'e zucchero
3. Sì importante
4. Nun t'annammurà (feat. Emiliana Cantone)
5. Si m'appicceco cu tte
6. Facimmo ammore
7. Lucia e Maria
8. Fino alla fine